# ولاية مون
ولاية مون هي إحدى ولايات ميانمار،ماولاميين هي عاصمة الولاية.